# 武安 (年號)
武安（Vũ An，1592年十一月—十二月）是大越国莫朝莫茂洽及監國莫全的年号，共计1月。

## 纪年
| 武安   | 初年     |
| 公历   | 1592年   |
| 干支   | 壬辰     |
| 后黎朝 | 光興15年 |
| 明     | 万曆20年 |